# Liste der Beiträge für den besten fremdsprachigen Film für die Oscarverleihung 1970
Die folgenden 24 Filme, alle aus verschiedenen Ländern, waren Vorschläge in der Kategorie bester fremdsprachiger Film für die Oscarverleihung 1970. Die hervorgehobenen Titel waren die fünf letztendlich nominierten Filme, welche aus den Ländern Algerien, Frankreich, Jugoslawien, Schweden und der Sowjetunion stammen. Der Oscar ging an  den Politthriller Z aus Algerien, welcher von Frankreich co-produziert wurde.

## Beiträge
| Land             | Deutscher Verleihtitel         | Originaltitel  | Sprache(n)                                   | Regisseur(e)                                | Ergebnis        |
| ---------------- | ------------------------------ | -------------- | -------------------------------------------- | ------------------------------------------- | --------------- |
| Algerien         | Z                              | Französisch    | Z                                            | Costa-Gavras                                | Gewonnen        |
| Belgien          | Palaver                        | Niederländisch | Palaver                                      | Emile Degelin                               | Nicht nominiert |
| Brasilien        | Antonio das Mortes             | Portugiesisch  | O Dragão da Maldade contra o Santo Guerreiro | Glauber Rocha                               | Nicht nominiert |
| Dänemark         | Die Ballade von Carl-Henning   | Dänisch        | Balladen om Carl-Henning                     | Lene Grønlykke, Sven Grønlykke              | Nicht nominiert |
| BR Deutschland   | Jagdszenen aus Niederbayern    | Deutsch        | Jagdszenen aus Niederbayern                  | Peter Fleischmann                           | Nicht nominiert |
| Frankreich       | Meine Nacht bei Maud           | Französisch    | Ma Nuit Chez Maud                            | Éric Rohmer                                 | Nominiert       |
| Griechenland     | Koritsia ston ilio             | Griechisch     | Κοριτσια στον Ηλιο (Koritsia ston ilio)      | Vasilis Georgiadis                          | Nicht nominiert |
| Hongkong         | Dong Furen                     | Chinesisch     | 董夫人 (Dǒng fūrén)                          | Tang Shu Shuen                              | Nicht nominiert |
| Indien           | Deiva Magan                    | Tamil          | தெய்வ மகன் (Deiva Magan)                        | A. C. Tirulokchandar                        | Nicht nominiert |
| Israel           | Matzor                         | Hebräisch      | מצור (Siege)                                 | Gilberto Tofano                             | Nicht nominiert |
| Italien          | Fellinis Satyricon             | Italienisch    | Fellini Satyricon                            | Federico Fellini                            | Nicht nominiert |
| Japan            | Die tiefe Sehnsucht der Götter | Japanisch      | 神々の深き欲望 (Kamigami no Fukaki Yokubō)   | Shōhei Imamura                              | Nicht nominiert |
| Jugoslawien      | Die Schlacht an der Neretva    | Serbisch       | Bitka na Neretvi                             | Veljko Bulajić                              | Nominiert       |
| Niederlande      | Monsieur Hawarden              | Niederländisch | Monsieur Hawarden                            | Harry Kümel                                 | Nicht nominiert |
| Österreich       | Moos auf den Steinen           | Deutsch        | Moos auf den Steinen                         | Georg Lhotsky                               | Nicht nominiert |
| Peru             | La Muralla Verde               | Spanisch       | La muralla verde                             | Armando Robles Godoy                        | Nicht nominiert |
| Polen            | Alles zu verkaufen             | Polnisch       | Wszystko na sprzedaz                         | Andrzej Wajda                               | Nicht nominiert |
| Rumänien         | Eine Frau für eine Saison      | Rumänisch      | Răutăciosul adolescent                       | Gheorghe Vitanidis                          | Nicht nominiert |
| Schweden         | Adalen 31                      | Schwedisch     | Ådalen ’31                                   | Bo Widerberg                                | Nominiert       |
| Sowjetunion      | Die Brüder Karamasow           | Russisch       | Братья Карамазовы (Bratja Karamasowy)        | Kirill Lawrow, Iwan Pyrjew, Michail Uljanow | Nominiert       |
| Spanien          | La Celestina                   | Spanisch       | La Celestina                                 | César Fernández Ardavín                     | Nicht nominiert |
| Südkorea         | Dokjinneun neulgeuni           | Koreanisch     | 독 짓는 늙은이 (Dokjinneun neulgeuni)        | Choi Ha-won                                 | Nicht nominiert |
| Tschechoslowakei | Der Leichenverbrenner          | Tschechisch    | Spalovač mrtvol                              | Juraj Herz                                  | Nicht nominiert |
| Ungarn           | Der geworfene Stein            | Ungarisch      | Feldobott kő                                 | Sándor Sára                                 | Nicht nominiert |